# Rombo Sports
Maillots
Le Rombo Sports est un club ivoirien de handball féminin basé à Kpouèbo. Il est fondé le 18 octobre 1995 par Souleymane Dicko.

## Palmarès
- Ligue des champions d'Afrique
  - Finaliste : 2003, 2005 et 2006
  - Troisième : 2000, 2001, 2002 et 2008
- Coupe d'Afrique des vainqueurs de coupe
  - Vainqueur : 2002, 2004, 2005 et 2006
  - Troisième : 2007 et 2009
- Supercoupe d'Afrique
  - Finaliste : 2003, 2005, 2006 et 2007
- Championnat de Côte d'Ivoire de handball
  - Champion : 2002, 2003, 2004, 2005, 2007, 2008, 2010
  - Vice-champion : 2006, 2011
- Coupe de Côte d'Ivoire de handball
  - Vainqueur : 2008

## Joueuses et anciennes joueuses
- Gladys Kanga
- Eliane Koabenan
- Chadon Yapi
- Nathalie Kregbo
- Julie Toualy
- Fatimata Samadoulougou
- Annick Mompo
- Awa Karamoko
- Aissata Kanté
- Marie-Josée Tagro
- Emma Djédjé
- Patricia Mayoulou
- Francine  Ntsama
- Géneviève Taho
- Nambintou Camara
- Marie-Josée Guibanos
- Charlotte Kassi
- Sandrine Koffi
- Edwige Diei